# 글로리아 (2013년 영화)
글로리아(Gloria)는 칠레, 스페인에서 제작된 세바스티안 렐리오 감독의 2013년 드라마, 코미디 영화이다. 폴리나 가르시아 등이 주연으로 출연하였다.

## 출연

### 주연
- 폴리나 가르시아
- 세르지오 헤르난데즈
- 디에고 폰테실라
- 코카 구아치니

### 조연
- 알레한드로 고익
- 릴리아나 가르시아
- 루즈 지메네즈
- 마르시알 태글

## 제작진
- 총괄프로듀서: 후안 드  라라인
- 프로듀서: 파블로 라라인
- 라인프로듀서: 알레한드로 카스틸로
- 의상: 에두아르도 카스트로